# 総合感冒薬
総合感冒薬（そうごうかんぼうやく）とは、いわゆるかぜ症候群（普通感冒）の諸症状に合わせて複数の対症療法成分を含んだ合剤のことである。医薬品。頭痛、発熱、のどや筋肉の痛み、咳、くしゃみ、鼻水・鼻づまりといった諸症状に対し解熱剤・鎮痛剤、鎮咳去痰薬、抗ヒスタミン剤、カフェインなどが配合されている。日本では、現在一般用医薬品（大衆薬・OTC）として広く発売されている。剤形としては錠剤・カプセル、粉末、シロップ、ドライシロップなどのパッケージで販売されている。
アメリカ胸部医学会（ACCP）による2017年のシステマティックレビューは、咳をとめるための薬の使用を推奨していない。米国家庭医学会(AAFP)ガイドラインでは、4歳以下の児童に対してはOTC風邪薬を与えてはならないとしている。

## 製剤

### 一般用
日本では1950年代頃から、解熱鎮痛剤と鎮咳去痰成分（エフェドリンなど）や、ビタミン剤・胃薬などを配合した製品が発売されており、大正製薬の「パブロン」・アリナミン製薬（旧・武田コンシューマーヘルスケア及び武田薬品工業）の「ベンザ」・第一三共ヘルスケア（旧・三共）の「ルル」・エスエス製薬の「エスタック」・興和の「コルゲンコーワ」・ライオン（旧・中外製薬）の「アルペン」・グラクソ・スミスクライン（旧・スミスクライン及び住友製薬）の「コンタック」・シオノギヘルスケア（旧・塩野義製薬）の「パイロン」の商品ブランドが有名であり、これらは発売から現在まで50年前後の長きに渡り、ブランド名が用いられている。またツムラ（旧・津村順天堂）やクラシエ薬品（旧・カネボウ薬品）などの漢方薬メーカーが、葛根湯や小青竜湯をかぜ薬として市販しており、第一三共ヘルスケア（旧・ゼファーマ及び山之内製薬）の「カコナール」のように、葛根湯をドリンクにしたものも発売されている（これら商品名については一般用医薬品を参照のこと）。
総合感冒薬は、解熱鎮痛剤・鎮咳去痰薬・抗アレルギー剤を含んだ製品が一般的であり、それに加えて薬草・漢方を合わせた製品もある。

### 医療機関
処方箋医薬品としては、1950～1960年代に大衆薬と類似の成分を配合した、「PL顆粒」（塩野義製薬）などが発売されている。現況は薬価引き下げに伴い、製薬会社にとって殆ど利益が出ない製品となっている。
また「風邪」で症状が重い場合は、医師が独自にステロイド剤・気管支拡張剤・抗ヒスタミン薬・抗菌薬・ビタミンBなどを調合し、注射で投与することもある。

### 主な有効成分
現在流通している総合感冒薬に含まれる主な有効成分
- 鎮痛・解熱成分
  - アセトアミノフェン（パラセタモール）・イソプロピルアンチピリン（ピリン系）・アセチルサリチル酸（アスピリン）など
- 咳止め・気管支拡張成分
  - リン酸ジヒドロコデイン ・リン酸コデイン ・dl-塩酸メチルエフェドリン ・ノスカピンなど
- 去痰・消炎酵素成分（咳・痰・鼻水など）
  - 塩化リゾチーム ・カルボシステイン ・塩酸ブロムヘキシン ・グアイフェネシンなど
- 抗ヒスタミン成分（くしゃみ・鼻水・鼻づまり・頭重など）
  - マレイン酸クロルフェニラミン ・フマル酸ケトチフェン ・塩酸プソイドエフェドリン ・塩酸ジフェンヒドラミンなど
- 鎮痛・抗炎症成分
  - イブプロフェン ・ エテンザミド
- その他
  - 無水カフェイン ・ビタミンB1誘導体 ・フェニレフリンなど

## 有効成分・内容量
日本では、後に大衆薬として入手できる製品については安全性から一日あたりの服用量に制限を加えるようになった。これは同じ風邪症状で医師の診察の上処方される解熱鎮痛薬や鎮咳・去痰薬、抗ヒスタミン剤などの標準的な一日の投与量よりも少なく設定されている。また大衆薬として発売されている医薬品は安全性が高い有効成分のみ認められているので、現行の風邪薬でもほとんど20-30年以上前に開発された有効成分で構成されている。
医療機関の診察で、風邪の場合に処方されることが多いロキソプロフェンナトリウム（解熱鎮痛剤）や抗生物質・内服ステロイド剤は副作用や繁用のおそれから、一般用医薬品には一切含まれていない。ただし風邪薬に含まれるアセトアミノフェンは大量服用すると中毒を引き起こし、コデインやエフェドリンも大量で麻薬・覚醒剤原料と成りうる点から、2000年頃より大量に購入する際に、用途を聞いたり販売数を制限するよう、日本薬剤師会から通達されている。
いっぽう、日本国外ではこのような規制がないことが多く、OTCで売られている風邪薬でも効き目が強い成分・量で構成されている製品が多いので、もし海外で購入した風邪薬を服用する際は、説明書の服薬量より少なめにするなど考慮するべきである。
ACE
アセトアミノフェン（Acetaminophen）、カフェイン（Caffeine）、エテンザミド（Ethenzamide）を配合した、頭痛薬や総合感冒薬。

## 有効性
アメリカ胸部医学会（ACCP）による2017年のシステマティックレビューでは、咳をとめるための効果を裏付ける質の高い証拠はないため、咳止めや風邪薬を推奨していない。これには、抗ヒスタミン薬や鎮痛薬、NSAID、亜鉛トローチが含まれる。
米国家庭医学会(AAFP)ガイドラインでは、4歳以下の児童に対してはOTC風邪薬を与えてはならない（Should not be used, エビデンスレベルB）。

## 注意点
風邪というのは、特に薬を飲んだりしなくても自然治癒するものであり、総合感冒薬（風邪薬）というのは、あくまでも不快な症状を軽減する対症療法にすぎないため、薬を飲んだとしても十分休養すること。
また鎮痛・解熱剤が含まれる総合感冒薬は、飲むとかえって風邪を長引かせてしまうことになる、とも指摘されている。風邪の時、人体はあえて体温を上げることで免疫力を上げている。それに逆らって解熱剤で不自然に体温を下げてしまうと、せっかくの免疫力が落ち、治癒が遅れてしまうのである。例えば白血球というのは病原菌を死滅させる作用があるのだが、体温が1度下がるとその働きが30%ほど落ちてしまうという。解熱剤（鎮痛・解熱剤）入りの総合感冒薬で体温を下げてしまうよりも、むしろそれを飲まないようにして、身体を暖かく（熱く）保って免疫がうまく機能するようにしたほうが、短い期間で治癒する傾向がある。ただし40度近い熱は脳に影響するので、高ければよいというものでもない。
また、医師や薬剤師の確認を得ずに他の薬と併用すべきものではない。インフルエンザや急性中耳炎・急性副鼻腔炎などにも一時的に症状緩和などの効果はあるが、あくまで応急処置にしかなりえず、（風邪でなくそうした症状の場合は）早めに医師の診察を受けるべきである。

## 副作用
主な副作用として、先述の「眠くなる成分」が含まれる製品を中心として、（体質や症状に応じて）眠気やだるさ（頭がぼーっとする感覚など）が表れることがある。このため服用後は、自動車など乗物運転・機械類の操作や飲酒はやめるべきであり、添付文書にも「注意事項」として、必ず記載されている。
重篤な副作用としては、間質性肺炎・肝機能障害・アナフィラキシーショックや薬疹（スティーブンス・ジョンソン症候群（SJS）・ライエル症候群）・喘息などの薬剤アレルギー症状、PPA含有製品による脳出血のリスク（後述）などがある。
例えばスティーブンス・ジョンソン症候群（SJS）を例にとると、失明などの重大な後遺症が残ったり、死亡するリスクがある。副作用が発生しても本人が副作用だと気づかないまま症状が悪化していってしまうことが多々あり、また違和感や異常を感じて医療機関で診察を受けても、一般的に言うと医師は総合感冒薬の副作用とはなかなか気づかないので、誤診されてしまい（例えば手足口病などと誤診され）、手遅れになってしまうことが多い。
また、風邪薬に含まれるアセトアミノフェンと酒を同時に大量摂取すると、肝臓障害を起こし死に至る危険性がある（本庄保険金殺人事件を参照）。

## 広告・販売戦略
冬季の風邪シーズンに多く売り上げることからドラッグストアで目立つ位置に陳列されたり、特定の商品は大幅値引きしたり、ノベルティが貰えたりするなどの販促活動が活発である。また昭和30年代からは冬季を中心に風邪薬のテレビCMが放送されており、1980年代から現在にかけてはタレントを起用した各種広告が活発である。どの風邪薬も似たり寄ったりの成分であるため、イメージ戦略を通じて購買意欲を湧かせるものとされている。さらに2000年代からは風邪薬のテレビCMの開始時期が8月末頃まで前倒しして展開されるようにもなっている。

## アンプル入りかぜ薬事件
1950年代当時は、錠剤や粉末状とは別の剤形の有効成分を水溶液に混合してアンプルに入れた「アンプル入りかぜ薬」が各社から発売されており、飲用することで即効性があるなどしたため需要はあったものの、解熱剤としてピリン系製剤（アミノピリンやスルピリンなど）が多く含まれていたため、ショックなどのアレルギーで死亡する消費者が続出、1959年から1965年までに38人の死者を出した。
厚生省は1965年に製薬企業に発売停止や回収などを指示した。しかし、その後もこの「アンプル入りかぜ薬」は販売されており、同年に国会の社会労働委員会で問題になるなどして、全面発売禁止命令が出されるまで販売が続いていた。これは「アンプル入りかぜ薬事件」（薬害）と言われ、同時期に社会問題化したサリドマイド薬害の事も踏まえて、医療用医薬品の一般消費者向けの宣伝広告が制限・禁止されるようになる。
なお、ピリン系製剤で副作用の頻度が少ないイソプロピルアンチピリンを主成分とした頭痛薬や総合感冒薬が、即効性を売りに販売されているが、ピリン系製剤のアレルギー体質でなければ過度の心配の必要はない。

## PPA問題
PPAとは塩酸フェニルプロパノールアミン（Phenylpropanolamine）の英略称で、充血除去薬のひとつ。日本では別名ノルアドレナリンとも言われる、交感神経作用成分のことである。日本では認可された1956年よりとして、鼻づまりなどの症状に適応がある総合感冒薬やOTCの鼻炎薬に広く含まれており、交感神経を刺激することで、鼻腔毛細血管の拡張を抑えて、鼻詰まりを緩和する。
しかしアメリカ合衆国では、PPAを服用することで食欲抑制効果があるとされ（日本では認可されていない）、食欲抑制剤として大量のPPAを服用した複数の者が、脳出血（出血性脳卒中）を発症し死亡例もあったため、2000年11月にアメリカ食品医薬品局（FDA）は、PPA含有製剤の自主的な発売中止勧告を発した。実際のPPAは鼻腔の毛細血管のみならず、心臓を通り全身の血管拡張を抑えることで巡りが早くなり、その結果脳出血のリスクが高まるとしたからである。
日本でも情報番組や報道で「日本の複数のかぜ薬にも含まれている」と大々的に報じ、その連鎖で対応に追われパニック状態となるドラッグストア等も見られたが、厚生省は、米国ほど大量にPPAが含有されていないことを理由に、脳出血や心臓病・高血圧症の既往症者は投与禁忌とし、適正利用の指導を強化することで、発売を継続することにした。
しかし、日本でもPPA含有かぜ薬の過剰摂取や高血圧の禁忌患者で脳出血を発症する例が生じているため、2003年に厚生労働省が、PPA含有製品をプソイドエフェドリン（PSE）に代替するように製薬会社に通知した事から、供給メーカーは、PPAからPSEなどに代替した製品を販売している。PPA含有製品については外箱などに「PPA含有であること・投与禁忌者について・何か副作用が起きたら医師・薬剤師に相談すること」などと記載された紙が貼付されたり、同様の内容を薬剤師が購入者に伝えるなどした上で、在庫限りで販売された。
この影響で、医療用医薬品の「ダン・リッチ」も、PPAを含有する薬品のため、2005年3月末で販売終了となった。